# Mintzbergs konfigurationer

Organigram med Mintzbergs fem huvuddelar.

Mintzbergs konfigurationer är en teori inom organisationsteori. Teorin är utvecklad av Henry Mintzberg i slutet av 1970- och början av 1980-talet. Teorin försöker beskriva hur en organisation är uppbyggd och styrs. Ursprungligen identifierade Mintzberg fem konfigurationer, men gav utrymme för att det skulle finnas ytterligare en.  Mintzberg delar upp organisationen i fem delar; strategisk ledning i toppen, mellanchefer eller linjeledning och under dem den operativa kärnan. Utanpå det kommer dels en stödjande teknostruktur eller stab, och stöd och serviceenheter. 
Den operativa kärnan längst ner är den del som gör det arbete som organisationen har till uppgift att utföra för att nå sina överordnade mål. Här finns aktiviteter som till exempel inköp, försäljning och produktion. Mellancheferna är den grupp som har huvudansvaret för att övervaka och samordna produktionen, och som också skall förmedla information från den operativa kärnan uppåt i systemet samt från toppen ner i den operativa kärnan. Här finns avdelningschefer, kontorschefer etc. Den strategiska ledningen är den grupp som har det högsta administrativa ansvaret för organisationen. Här återfinns vd etc. Teknostrukturen består av en grupp som inte ingår i själva produktionen men påverkar denna genom att utföra planer, sätta upp rutiner och bedriva internutbildning eller ekonomikontroll. Detta är de klassiska stabfunktionerna i en organisation. Dessutom består de flesta organisationer av en huvuddel som man ofta glömmer, nämligen servicestrukturen, till exempel städning, personalmatsal, löneutbetalning och telefonväxel.

## Den enkla strukturen
Den enkla strukturen återfinns främst i mindre företag, men även i större organisationer, om man går ner och tittar på ett enskilt projekt. I den enkla strukturen sker styrningen genom att chefen direkt styr de under sig. Den strategiska ledningen är den tongivande delen, och mellanchefer, stab och stödenhet saknas. Tänkbara orsaker till att denna organisationsform uppstår är att organisationen utsätts för en kris eller att ledningen har ett maktbehov. Det sistnämnda kan ibland ses i mindre företag, där grundaren vill behålla en stark kontroll över organisationen.

## Maskinbyråkrati
Maskinbyråkratin finner man främst inom tillverkande företag. Den präglas och styrs av noga definierade arbetsmoment. Dessa utformas av staben, och det kan därför sägas att staben är en tongivande del i denna organisationsform. Denna organisationsform kräver att personerna i den operativa kärnan specialiserar sig, och att tillverkningsprocessen innehåller många moment som görs av människor. Problemet med denna organisationsform är främst att den har svårt att snabbt anpassa sig till förändringar, och att personerna långt ner i organisationen känner att de blir en kugge i ett maskineri.

## Professionell byråkrati
Lasarett och skolor är exempel på professionsbyråkratier. De kännetecknas av att personerna i den operativa kärnan har en homogen formell utbildning. Beslutsfattandet sker decentraliserat och styrs av utbildning, regler och normer. Den operativa kärnan är den tongivande delen. Denna organisationsform kräver en stabil omgivning och har svårt att anpassa sig till snabba förändringar.

## Den divisionaliserade formen
Den divisionaliserade formen innebär att företaget delas upp i flera resultatenheter efter olika produkter, och mer eller mindre beter sig varje del som ett eget företag. Det är enbart stora företag som kan göra detta. Volvo är ett exempel på företag som gjort detta. De har bussar i en del, lastvagnar i en annan, båtmotorer i en tredje osv. Under divisionsstrukturen kan en annan struktur finnas. I Volvos fall finns där en maskinbyråkrati. Om man ska se någon del som mer tongivande så är det linjeledningen. Ofta innebär denna struktur att många av företagets resurser delas på vilket skapar ett beroende mellan de olika enheterna som lätt kan leda till att konflikt uppstår. För att delvis motverka risken för konflikt visar forskning att en regelbunden dialog mellan koncern- och divisionsledningarna bör utföras.

## Adhocrati
Adhocratin finner man främst i yngre organisationer, som verkar i en föränderlig omgivning. Avsaknaden av formaliserade processer, hierarkiska nivåer och teknostrukturer gör den snabbt föränderlig. Den lämpar sig bäst för företag som lägger ned mycket resurser på utveckling. Adhocratin är innovationsfrämjande och flexibel organisationsform. Den kännetecknas av många horisontella kontakter i organisationen, det vill säga kontakter mellan medarbetarna, som inte går över deras chef. Om man ska se någon del som mer tongivande så är det stöd- och serviceenheten. En av dess svagheter är att organisationsformen är resurskrävande och svår att kontrollera. Den är maskinbyråkratins motsats.

## Den missionerande organisationen
Den missionerande organisationen tog Mintzberg upp som en tänkbar sjätte organisation, och han räknade inte in den bland de andra. Denna organisation hålls samman och styrs främst genom gemensam ideologi och gemensamma normer. Den kännetecknas av socialisation och mer eller mindre "indoktrinering".  Strukturen är lös och kontrollen sker indirekt. Det är ofta få hierarkiska nivåer. En organisation som skulle kunna passa in här är katolska kyrkan. En tänkbar fördel med denna organisationsform är att den kan anpassa sig till en föränderlig omvärld.

## Den politiska organisationen
Mintzberg nämner även den politiska organisationen som en avstickare som inte räknas in i de fem första. Den politiska organisationen är karaktäristisk då den saknar dominerande samordningsmekanismer. Typiskt för denna organisation är att den oftast har mycket konflikter och sk. "rävspel". Mycket spel bakom kulisserna och dylikt förekommer i dessa organisationer. Konflikterna i sig behöver inte nödvändigtvis vara elakartade, utan snarare en konflikt mellan två olika aktörer som gör det svårt för individen att fatta ett beslut som gör båda till freds. Exempelvis kan organisationer med en stark tillverkningsavdelning och en stark marknadsavdelning vara en organisation med mycket "kontorspolitik".

## Organisationsfunktioner
Förutom den formella strukturen så vill Mintzberg även beskriva hur organisationer faktiskt fungerar genom begreppet organisationsfunktion. Han beskriver 5 sådana element:
1. Formell auktoritet
2. Reglerade flöden
3. Informell kommunikation
4. Arbetskonstellationer
5. Adhoc-beslutsprocesser

Poängen är att komplettera den formella organisationsstrukturen med en beskrivning av hur organisationen de facto är tänkt att fungera (informell struktur).